# Dolmen vom Typ Schwörstadt

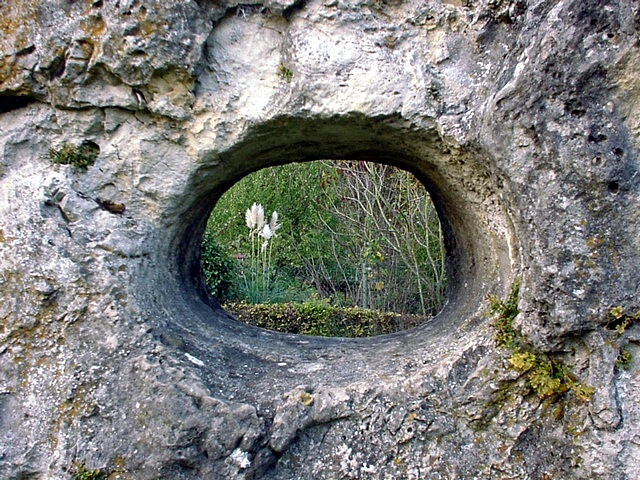
Seelenloch

Die Dolmen vom Typ Schwörstadt finden sich im Süden Baden-Württembergs, in der Franche-Comté und im Jura in der Westschweiz. Die in der zweiten Hälfte des 4. vorchristlichen Jahrtausends erstmals auftretenden Anlagen sind nicht sehr zahlreich und dazu schlecht dokumentiert, da sie oft bereits im 19. Jahrhundert ausgegraben wurden. Sie sind nach dem Heidenstein, einer Anlage in Schwörstadt im Landkreis Lörrach in Baden-Württemberg benannt und werden der Horgener Kultur zugeordnet. Neolithische Monumente sind Ausdruck der Kultur und Ideologie neolithischer Gesellschaften. Ihre Entstehung und Funktion gelten als Kennzeichen der sozialen Entwicklung.
Die Dolmen sind oberirdisch angelegt und sind auf drei Seiten von einem Hügel bedeckt. Ihr Grundriss ist rechteckig oder quadratisch. Sie sind relativ klein, aus plattigem Kalkstein erbaut und haben als Zugang ein so genanntes Seelenloch. Anlagen in trapezförmige Hügeln gehören zum Typ Aillevans.
Typische Vertreter der Gattung sind:
| Name                                        | Ort                        | Gebiet                  | Land        | Anmerkung              | Bild                        |
| ------------------------------------------- | -------------------------- | ----------------------- | ----------- | ---------------------- | --------------------------- |
| Dolmen von Degernau                         | Degernau                   | Landkreis Waldshut      | Deutschland |                        | Dolmen von Degernau         |
| Heidenstein von Schwörstadt                 | Schwörstadt                | Landkreis Lörrach       | Deutschland | Nur Lochstein erhalten | Heidenstein von Schwörstadt |
| Lochstein von Aroz                          | Aroz                       | Département Haute-Saône | Frankreich  | Nur Lochstein erhalten | Lochstein von Aroz          |
| Dolmen des Issières (Dolmen de Brévilliers) | Brevilliers                | Département Haute-Saône | Frankreich  |                        | Dolmen des Issières         |
| Dolmen von Santoche (Dolmen de la Châtre)   | Pays de Clerval (Santoche) | Département Doubs       | Frankreich  |                        | Dolmen von Santoche         |
| Lochstein von Traves                        | Traves                     | Département Haute-Saône | Frankreich  | Nur Lochstein erhalten | Lochstein von Traves        |
| Dolmen von Aesch                            | Aesch                      | Kanton Basel-Landschaft | Schweiz     |                        | Dolmen von Aesch            |
| Pierre-Percée                               | Courgenay                  | Kanton Jura             | Schweiz     |                        | Pierre-Percée               |
| Dolmen von Laufen                           | Laufen                     | Kanton Basel-Landschaft | Schweiz     | bildet Untergruppe     | Dolmen von Laufen           |